# Христо Недялков (офицер)
Вижте пояснителната страница за други личности с името Христо Недялков.
Христо Янков Недялков (изписване до 1945 година: Христо Янковъ Недѣлковъ) е български офицер генерал-лейтенант от пехотата, герой от Първата световна война.

## Биография
Христо Недялков е роден в Търново на 23 декември 1864 година. Учи в Търново и в Петропавловската семинария в Лясковец. На 17 септември 1881 г. постъпва във Военното на Негово Княжеско Височество училище, завършва през 1884 г. в 5-и випуск и на 30 август е произведен в чин подпоручик и зачислен в пехотна дружина.
По време на Сръбско-българската война (1885) служи в 1-ва дружина на 4-ти пехотен плевенски полк, като след раняването на 7 ноември на временния командващ на 1-ва рота подпоручик Стефан Христов в битката при Сливница, поема командването на ротата. Участва в боевете при Врабча и Сливница. При атаката на сръбските позиции при Мека црев и Три уши се отличава с личния си пример.
На 30 август 1886 г. е произведен в чин поручик, а през 1889 г. в чин капитан. Служи като ротен командир в 4-ти, 7-и, 11-и резервен полк, след това в 9-и, 18-и и 21-ви пехотен полк. През 1901 г. е произведен в чин майор, а от 1905 г. е подполковник. Заема длъжността интендант на 4-та пехотна преславска дивизия, началник на 21-во полково военно окръжие. През 1908 година е назначен за заместник-командир на 6-и пехотен търновски полк, след което е помощник-командир на 21-ви пехотен средногорски полк и комендант на София. На 21 февруари 1912 г. е произведен в чин полковник и е назначен за командир на 24-ти пехотен черноморски полк.
По време на Балканската война (1912 – 1913) с поверения му полк се сражава при при Бунархисар, Чаталджа и Одрин, а по време на Междусъюзническата война (1913) с полка си, който влиза в състава на 4-та армия се сражава срещу сърбите при Щип, Кочани и Калиманци. След примирието изтегля полка в добър ред и със запазен дух и дисциплина към Бургас. За успешното си командване през двете войни след демобилизацията полк. Христо Недялков е повишен в бригаден командир.
През Първата световна война (1915 – 1918) полковник Недялков командва 1-ва бригада от 1-ва пехотна софийска дивизия, и с нея участва в боевете при Пирот, Бела паланка, Лесковъц, Лебане, река Ябланица, връх Китка и Тутракан. Решенията на полковник Недялков в тези боеве спомагат както за успеха на собствената му бригада, така и на цялата Първа дивизия. Участва в атаката на Тутракан на 5 – 6 септември 1916 година. Тук 1-ви пехотен полк пленява бойното знаме на румънския 84-ти пехотен полк. Цялата бригада пленява при Тутракан 19 румънски оръдия и 8500 румънски войници. През септември 1916 г. е назначен за началник на 1-ва пехотна софийска дивизия, на която служба е до края на войната. Следват успехите в боевете при Кубадин, а на 24 октомври 1916 г. влиза в Черна вода. През ноември с дивизията си влиза в Букурещ и завършва победния си марш на р. Серет. На 20 май 1917 година е произведен в чин генерал-майор. Неговата 1–ва пехотна софийска дивизия е прехвърлена на македонския фронт, където отбранява участъка северно от Битоля. След войната е назначен за началник на пограничната стража. На 27 октомври 1919 г. се уволнява от армията и преминава в запаса. Става председател на Съюза на запасните офицери, а по-късно и на Обществото на кавалерите на ордена „За храброст“. Става член на Съюза на българските учени, художници и писатели. Развива активна литературна дейност.
Димитър Азманов отбелязва, че
| „ | в цялата си продължителна бойна служба, Недялков можеше да се похвали, че не е изгубил, подобно на Суворов, нито едно сражение... Неговият девиз беше „Всичко за България“ и той ѝ даде най-скъпото, което един баща има. | “ |

Генерал Недялков е баща на дееца на Вътрешната македонска революционна организация Михаил Недялков, загинал на 24 юли 1924 година в сражение със сръбски части в Царевоселско. В съболезнователно писмо до Христо Недялков Тодор Александров отбелязва: 
| „ | Докато българското племе създава храбреци като Вашия син, непрежалимия наш другар – Мишо, Македония няма да остане дълго време под чуждо робство и българската нация я очаква светло бъдеще. | “ |

Генерал-лейтенант Христо Недялков умира на 11 ноември 1943 г. в София.
В негова чест е построена чешмата на полковник Недялков на Влашки ливади в Пелистер, Северна Македония.

## Семейство
Христо Недялков е женен и има двама сина. Първият му син е загива като доброволец в Балканската война (1912 – 1913), а вторият – Михаил Недялков през 1924 г. като революционер в Македония.

## Публикации
- Причини за поражението на нашата армия и критически очерк на септемврийските събития, София 1921, 31 с
- Първа пехотна Софийска дивизия на Македонския фронт през втората половина на месец септември 1918 г., София 1921, 80 с
- Чаталджа. Спомени и впечатления на участник, София 1924, 52 с.

## Военни звания
- Подпоручик (30 август 1884)
- Поручик (30 август 1886)
- Капитан (1889)
- Майор (1901)
- Подполковник (1905)
- Полковник (21 февруари 1912)
- Генерал-майор (20 май 1917)
- Генерал-лейтенант (7 януари 1919)

## Награди
- Орден „За храброст“ IV степен, 1-ви клас
- Орден „За храброст“ III степен 2-ри клас
- Орден „За храброст“ III степен 1-ви клас
- Орден „За храброст“ II степен
- Орден „Св. Александър“ II и III степен с мечове по средата, V степен без мечове
- Орден „За военна заслуга“ IV степен на обикновена лента; 5-и клас на обикновена лента
- Орден „За заслуга“ на военна лента
- Австро-унгарски кръст „За военна заслуга“ II степен с военно отличие (Австро-Унгария)
- Орден „Франц Йосиф“ II степен
- Германски „Железен кръст“ I и II клас
- Турски орден „Меджидие“ II клас
- Турски сребърен медал „Имтиаз“
- Турски орден „Железен полумесец“
- „Румънска звезда“ IV степен